# Johann Friedrich von Hoensbrock zu Hillenrath
Johann Friedrich Graf von Hoensbrock zu Hillenrath (* 25. September 1740; † 16. Mai 1804 in Hildesheim) war ein römisch-katholischer Geistlicher und Domherr in Hildesheim und Münster.

## Leben
Johann Friedrich Graf von Hoensbrock zu Hillenrath war der Sohn des geldrischen Erbmarschalls Franz Arnold Adrian von Hoensbrock und dessen Gemahlin Sophia Gräfin von Schönborn. Er kam im Jahre 1771 durch den Verzicht des Domherrn Leopold von Hanxleden in den Besitz einer Dompräbende in Münster. Er war der Schwager des Clemens Lothar Ferdinand von Fürstenberg, des ältesten der Brüder Fürstenberg. Damit war er dem Hause Fürstenberg sehr eng verbunden und gelangte 1783 durch Johann Friedrich von Fürstenberg an eine in seinem Turnus frei gewordene Hildesheimer Dompräbende. Hier hielt er sich auch dauernd auf und war Inhaber des Oblegiums Gronover minus und der Obedienz Buldern. Johann Friedrich war auch Propst zu St.-Patrokli in Soest. Im Jahre 1797 verzichtete er wegen der beschwerlichen Reisen zwischen Hildesheim und Münster auf seine Präbende, die an Matthias von Ketteler ging. Dieser übertrug die Pfründe an Christoph von Kesselstatt. Die Wahl zum Domküster in Hildesheim fand im Jahre 1801 statt. Drei Jahre später starb von Hoensbrock.

## Sonstiges
Im Germanischen Nationalmuseum in Nürnberg befindet sich ein reichlich ausgestatteter Jagdkoffer aus Johann Friedrichs Besitz.